# Yves Godard (médecin)
Pour les articles homonymes, voir Yves Godard et Godard.
Yves Godard, né à Paris le 2 juin 1955 et disparu en mer au large de Saint-Malo le 1er septembre 1999, est un médecin acupuncteur de Caen. Sa disparition et l'enquête judiciaire pour tenter de la comprendre ont été très médiatisées en France.

## Biographie
Né à Paris, Yves Victor Henri Luc Godard grandit à Saint-Briac-sur-Mer, en Ille-et-Vilaine. Il y apprend à naviguer et devient moniteur de voile. Marin chevronné, il passe son adolescence à naviguer dans la région.
En 1974, il s'inscrit à la faculté de médecine de Caen. Il s'y installe sept ans plus tard en s'associant avec le docteur Pierre Colson, établissant. En 1984, sa thèse est consacrée au traitement de la sciatique par acupuncture, inspiré par la médecine traditionnelle chinoise. Yves Godard se voit décerner la mention très honorable et les félicitations du jury. Cette thèse n'est pas diffusée mais fait la une de l'hebdomadaire normand Liberté - Le Bonhomme libre. L'article, appuyé par des statistiques et des photographies, est considéré comme de la publicité par le conseil de l'ordre des médecins du Calvados qui suspend le docteur Godard pour six mois.
En 1992, il est suspendu deux mois par le conseil de l'Ordre des médecins, pour « exercice illégal de la pharmacie », après avoir prescrit à ses patients des dilutions d'immunoglobuline. On lui reproche également de traiter des pathologies lourdes avec la méthode dite « des trois acides » ou encore de prescrire des médicaments interdits en France, comme ceux du professeur Mirko Beljanski. Il reçoit peu de soutien au niveau régional en dehors de ses patients. Une pétition en sa faveur recueille 45 signatures dans toute la France.
En 1994, alors qu'il a deux fils d'un premier mariage, il se remarie avec Marie-France Legraverend, née en 1956, déjà mère de deux enfants, qui lui a donné une fille, Camille, en 1993, et avec qui il aura un fils, Marius, en 1995. Le couple s'installe dans une masure que le médecin restaure dans le hameau du pont-de-Juvigny, sur la commune de Tilly-sur-Seulles.
Rosicrucien adepte de l'ésotérisme, il est un membre actif de la Confédération de défense des commerçants et artisans (CDCA). Il aurait profité d'un système très lucratif de placements organisé par une nébuleuse dans l'ombre de la CDCA pour amasser en toute discrétion trois millions de francs (près de 460 000 euros).

## Disparition
Yves Godard disparaît mystérieusement avec ses deux enfants après avoir quitté le port de Saint-Malo à bord d'un voilier de location, le 1er septembre 1999. L'énigme sur la disparition de son épouse, ainsi que nombre d'indices (la découverte de traces du sang de sa femme dans la maison et la voiture, d'indices successifs échoués sur la côte sur plusieurs années, du crâne d'un des enfants découvert par un pêcheur) ont alimenté pendant plusieurs années un feuilleton médiatico-judiciaire, des témoins jurant l'avoir aperçu dans de nombreux pays (Écosse, Afrique du Sud, Nouvelle-Calédonie, etc.)
Le 16 septembre 2006, un pêcheur de Roscoff (Finistère) remonte des ossements (fémur et tibia) qui, après analyse, se révèlent être ceux d'Yves Godard.
Selon le journaliste Éric Lemasson, Yves Godard a été assassiné par une nébuleuse criminelle qui œuvrait en marge de la Confédération de défense des commerçants et artisans qui avait ouvert plusieurs comptes bancaires pour le docteur Godard. Cherchant à récupérer son argent, détourné par cette nébuleuse, il aurait voulu dénoncer ses pratiques et, devenu gênant, il aurait été alors assassiné,,.
Cette théorie fantaisiste ne s'appuie que sur peu d'éléments et n'explique pas non plus ni comment il aurait été tué sur son navire, ni pourquoi sa femme a été tuée, comment, et où se trouve le corps. En outre elle est très coûteuse en arguments.